# Караїми в Польщі
Польські караїми — етнічна меншина тюркського походження, що сповідують караїмізм і прибула в середні віки з Криму на землі Великого князівства Литовського та Русі. Сьогодні одна з чотирьох юридично визнаних етнічних меншин у Польщі, яка проживає розсіяно по всій країні.

## Історія караїмів у Польщі

### Прибуття караїмів до Литви та Галицької Русі

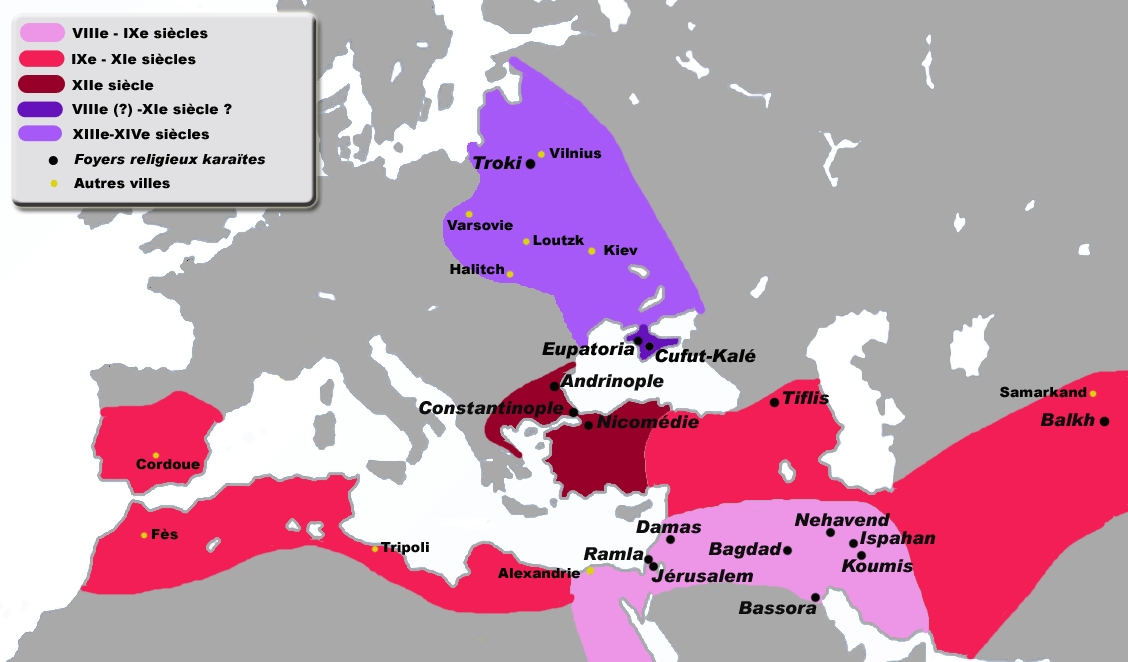
Історія поселення Караїмів у Європі

Караїми були в основному розпорошеною спільнотою до кінця XIII століття. Найважливіші їх групи знаходились у Середземному, Чорному морі та Центральній Азії. Життя в багатьох країнах призвело до етнічної та культурної неоднорідності караїмів. Первісною територією проживання караїмів, які згодом утворили громади в Польщі, був Крим. Згідно з історією, що повторювалась у караїмських комунах Тракая, Галича та Луцька, князь Вітовт спонукав їх переїхати до Литви. Цими переміщеними особами мали бути 383 сім'ї з міст Чуфут-Кале, Мангуп та Солхату.
Насправді, витоки поселення караїмів у Трокаї, ймовірно, сягають часів правління князя Ольгерда чи Кейстута. 13 червня 1388 р. князь Вітовт надав привілей караїмам, що мешкали в Тракаї. Луцьк також був однією з найдавніших резиденцій караїмів. Про опис існування організованої спільноти в Чуці свідчить опис 1429 року, в якому згадано караїмський газзан. У привілеї від 22 грудня 1506 р. зазначено, що в місті існували дві окремі синагоги — рабинська та караїмська.

### Караїми в давні польські часи

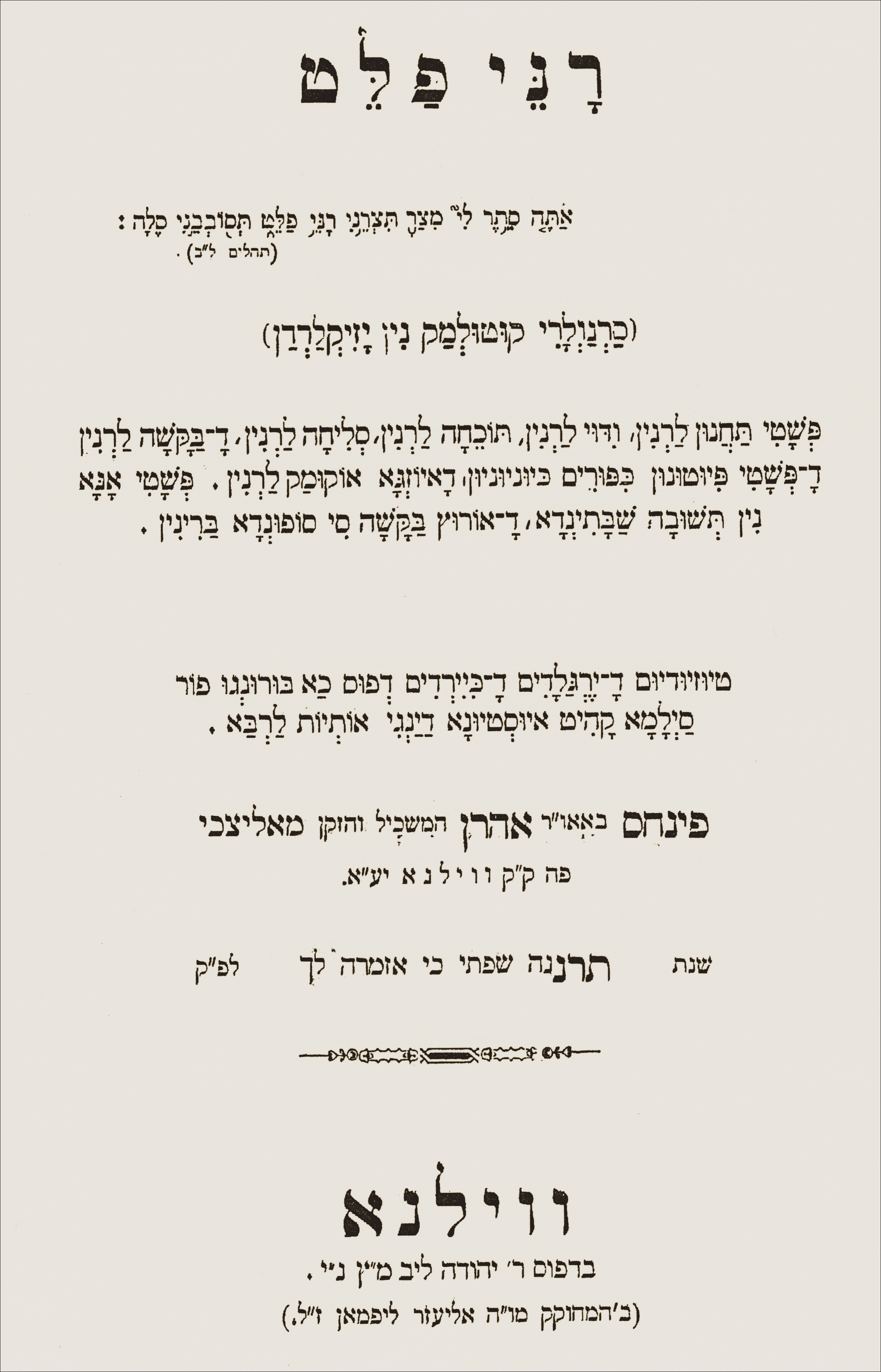
Караїмська книга під назвою «Радість порятунку» Пінхаса Маліцького з Вільнюського караїмату, видана в 1890 р. у Вільнюсі

У середні віки на території власне Королівства Польща не було створено жодної караїмської спільноти. Караїмські громади потрапили під владу польських королів після 1340 р., коли Казимир Великий перебрав владу Галицької Русі. За традицією 80 караїмських родин прибули з Криму до Галича близько 1246 р. Відомо, що, крім Галича, у Львові також існувала спільнота караїмів під скіпетром польських королів, яка відокремилася від галицької у 1475 р.
Усі караїмські муніципалітети та спільноти, навіть ті, що були створені після 1500 року, підтримували релігійні, культурні та сімейні контакти зі своїми вихідними громадами в Криму. У перший період поселення караїми мешкали лише в кількох містах Червоної Русі, Волині та Литви (Галич, Луцьк, Трокай). У XVII столітті ці спільноти розросился, до них приєдналися нові караїмські громади в Кукузеві, Деражні, Олиці, Біржаї, Новому Місті, Паневежисі, Пасвалісі, Салаті і Сжаті.
Як і християнські та єврейські громади, караїми в Речі Посполитій також мали своє самоврядування. Громаду очолювали старійшини, яких обирали її члени. У громаді караїмів, працювали учитель (він керував, серед іншого, місцевим будинком молитви), габбай (скарбник) і газзан (він виконував релігійні та судові функції). Караїмське самоврядування у Троках мало унікальну форму, де місцева громада обирала свого мера, затвердженого згодом воєводою, від часів середньовіччя. З часом повноваження адміністратора караїмської громади розширилися на всю територію Литви, і він почав обиратися представниками всіх місцевих караїмських спільнот. Литовські караїми були прославлені в описаний період Ісааком Тракайським, який жив у 1533—1594 рр.
Караїми будували свої кенаси в обговорюваному період в Тракаї, Луцьку, Галичі, Кукезеві, Біржаї і Новому Місті. Всі вони були побудовані з дерева. Окрім кенас, також зазвичай засновувались кладовища (найдавнішими з них були цвинтар у Тракаї та передмісті Львова, обидва з кінця XV століття). З часів колишньої Речі Посполитої збереглися лише кладовища в Тракаї та Галичі.

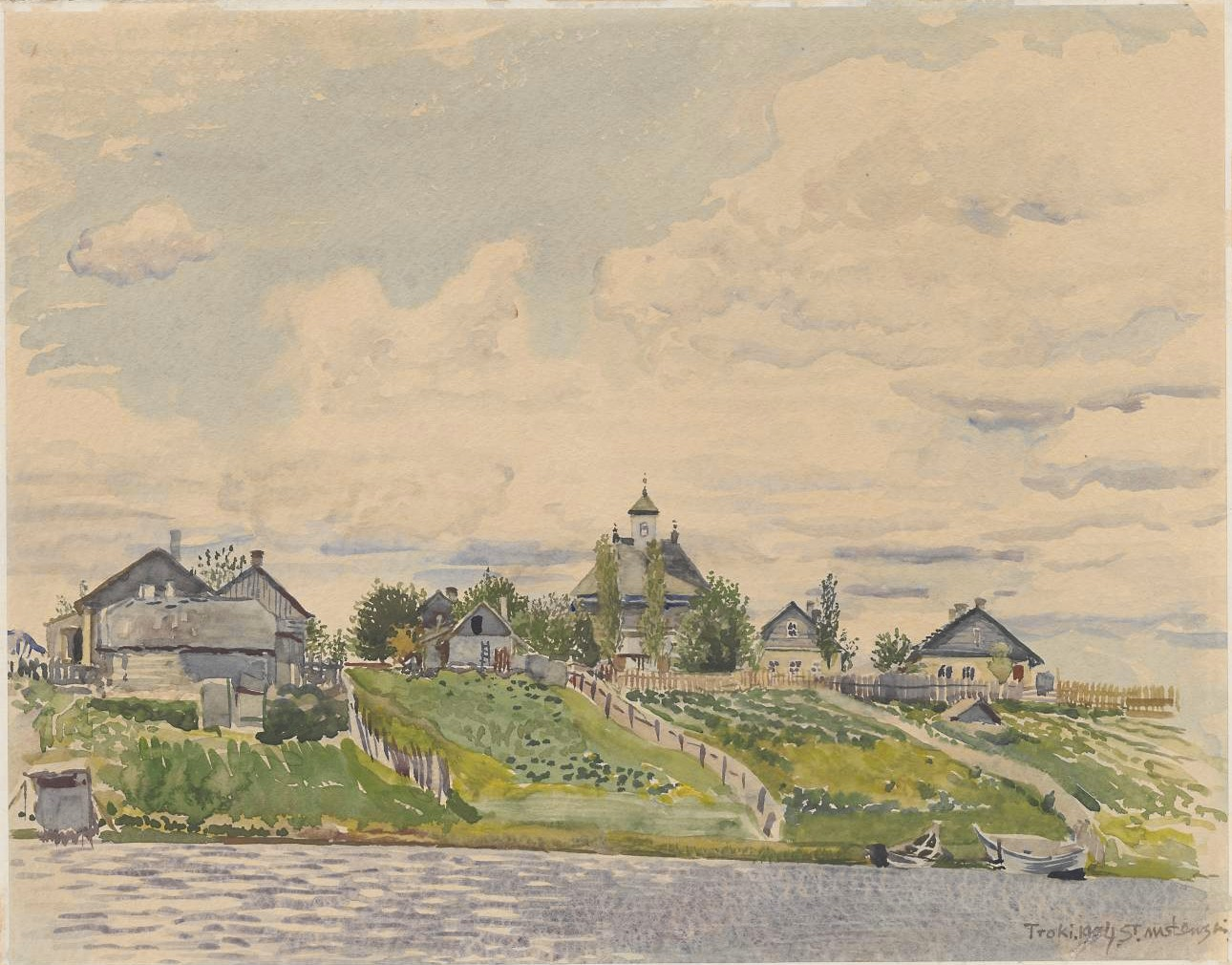
Тракай — вид на берег, акварель Станіслава Масловського з 1904 р. (Національний музей у Варшаві)

### Час після розділу Речі посполитої
Після поділів Речі посполитої караїмські релігійні громади в Галичі та Кукізові увійшли до складу Австрії, а всі інші — до Російської імперії. Перепис 1897 року показав, що в Російській імперії проживало 12 894 караїмів, у тому числі 1383 у Литві та 6166 у Криму. У зв'язку з тим, що Кримське ханство було включено до складу Росії в XVIII столітті, майже всі караїмські комуни були об'єднані в одну спільноту, що стимулювало контакти між ними. У 1837 р. в Євпаторії було створено офіс Хачама Таурі-Одеси та створено Караїмський духовний союз, який також включав релігійні громади в решті імперії. У 1863 р. разом із Духовним правлінням у Троках було створено другу канцелярію хачами.

### Період Другої Польської Республіки

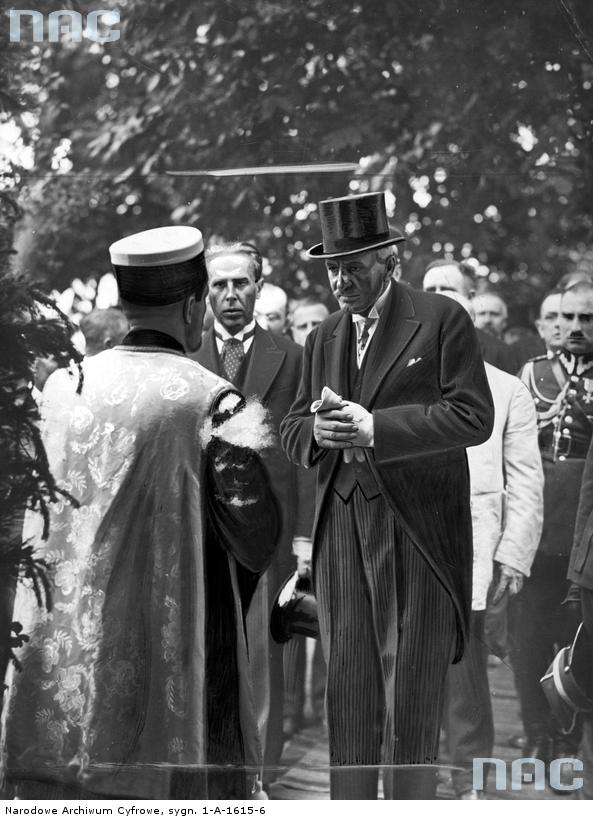
Президент Ігнацій Мосцицький відвідує караїмів у Луцьку (червень 1929)

Після більшовицького перевороту з початкових тридцяти двох комун караїмів на відірваних від Росії територіях залишилось лише п'ять — чотири у відродженій Польщі (Тракай, Вільно, Луцьк, Галич) і одна комуна в тодішніх литовських кордонах (Паневежис).
У міжвоєнний період Караїмська релігійна асоціація здійснювала релігійну владу над караїмами. 23 жовтня 1927 року делегати усіх караїмських громад вирішили, що Хаджі Сераджа Сапшал має обійняти посаду гахана (глави караїмів), що базувалася в Тракаї. Вибори були затверджені владою 26 листопада 1927 р., а гахан вступив на посаду 18 вересня 1928 р. у Вільнюській кенасі. 21 квітня 1936 р. сейм Республіки Польща прийняв акт про відносини держави з Караїмським релігійним союзом, який регулював правове становище караїмів.
У міжвоєнній Польщі було створено ряд караїмських громадських організацій, серед яких Караїмська асоціація (Троки, Вільно, Луцьк, Галич), Товариство любителів історії та культури караїмів (діяло у 1932—1939 рр. у Вільні), Караїмський жіночий клуб «Катин Оджачі» (Трокай, Вільно, Луцьк, Галич), Клуб молодих караїмів «Бір Бау». У 1924—1939 рр. було видано дванадцять томів науково-соціального щорічника «Myśl Karaimska».

### Польські караїми після Другої світової війни

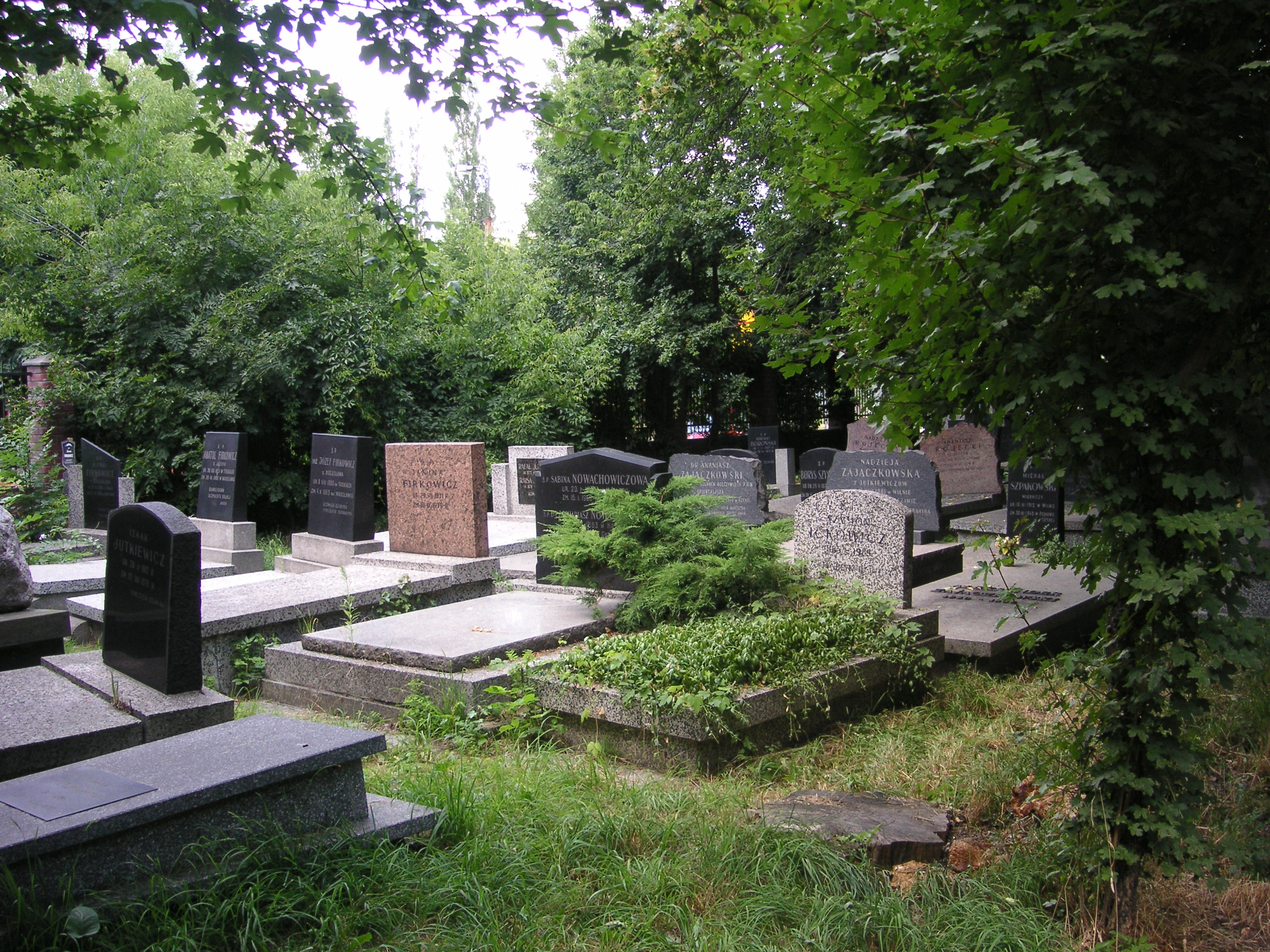
Кладовище караїмів у Варшаві — єдиний діючий караїмський некрополь в країні

Караїми мешкали переважно на тих землях, що після Другої світової війни відійшли до складу СРСР. Угоди про обмін населеннями, укладені між люблінським урядом та окремими радянськими республіками, спочатку не передбачали репатріації караїмів. У квітні 1945 р. радянський уряд, реагуючи на прохання польської сторони, повідомив, що він не буде перешкоджати переселенню колишніх польських громадян національностей, відмінних від польської та єврейської, якщо вони «пов'язані з польською культурою».
Акція переселення караїмів з Вільнюської області, незважаючи на зусилля місцевих жителів виїхати до Польщі, зустріла опір влади Литовської РСР. Незважаючи на великі труднощі, спричинені литовською владою, близько 300 караїмів врешті-решт зуміли залишити територію радянської Литви. Особливою групою серед них був близько десятка осіб, які добровільно вступили до Першої польської армії, а після закінчення війни та демобілізації привезли свої сім'ї до Польщі.
Про найсильніший вихід караїмів у коло польської культури та мови найкраще свідчить цитата з листа Караїмської комуни від квітня 1945 р., що втручається у справу можливості переселення караїмів до Польщі після Другої світової війни:
«Ставши таким чином корінними громадянами польської землі, вони також зазнали впливу караїмізму та польської культури, вони думали, читали та писали польською мовою, про що свідчить єдине національне періодичне видання „Караїмська думка“, що виходило у Вільні до 1939 року. В даний час ви також можете зустріти багатьох караїмів, які викладають польську мову в початкових школах Вільнюського регіону, вчителів та вчителів середніх шкіл, не кажучи вже про професора кафедри столичного університету. Польська мова займала в родині караїмів те саме місце, що і турецька; про що свідчить збірник під назвою „Короткі караїмські молитви“, видані у Вільні в 1935 р. під редакцією Улу Хаззана, заступника глави караїмської релігії».
Влада УРСР, у свою чергу, не створювала жодних перешкод для переселення, завдяки чому галицькі караїми могли прибути до Польщі. 15 липня 1945 року шістнадцять осіб караїмського походження також Луцьк і оселилися після прибуття в Ополе.
Післявоєнні міграції привели до створення нових скупчень караїмів у Варшаві (Зельонка та Подкова Лесьна), Тримісті та Ополі, а потім у Вроцлаві. Одинокі сім'ї також проживали, серед іншого, в Ольштині, Щецині, Кракові, Ґожуві, Слупську та Елку. У наступні роки центр Варшави чисельно зміцнився, тоді як центри Ополе та Вроцлава ослабли.

## Кількість та розподіл
За результатами Національного перепису населення 2011 року в Польщі проживало 346 осіб, які визнали караїмську ідентичність. Під час перепису караїмску національність як єдину декларували 233 особи, 113 осіб вказало караїмську тотожність як одну з двох. Визнана польським законом караїмська меншина (громадяни Польщі, які заявляють про караїмську національність) налічує 314 осіб. Перепис показав, що караїми проживають у таких воєводствах: Мазовецьке (98 осіб), Лодзинське (46 осіб), Нижньосілезьке (46 осіб), Поморське (27 осіб), Куявсько-Поморське (14 осіб), Підляське (12 осіб), Опольське (9 осіб), Люблінське (4 особи), Великопольське (3 особи). Переважна більшість представників караїмської меншини проживає у містах (90,67 %), тоді як лише 9,33 % караїмів — у сільській місцевості. Серед людей, які заявляють про свою караїмську національність, домінують чоловіки (63,64 %).
За результатами попереднього перепису населення 2002 року в країні проживало лише 43 особи, які заявили про караїмську ідентичність. На думку представників караїмської меншини, ці результати не відображали фактичної ситуації, суттєво занижуючи кількість караїмів у Польщі. Причиною цього було позбавлення респондентів можливості обрати подвійну ідентичність, що поставило багатьох представників меншини, включаючи караїмів, у скрутну ситуацію вибору між приналежністю до національної чи етнічної спільноти та ототожненням з польськістю.
Ще складніше оцінити кількість людей з караїмським корінням. Приблизно можна припустити, що це група від 500 до навіть 1000 осіб.

## Соціальне життя

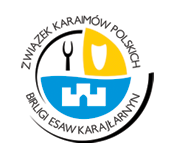
Емблема Союзу польських караїмів

Члени цієї релігійної та національної групи пов'язані з Караїмським релігійним союзом в Республіці Польща та соціально-культурним об'єднанням Союзу польських караїмів. Створене у 2003 році видавництво «Бітік» випускає видання караїмської тематики. Важливе місце серед них займає журнал «Awazymyz», що видається в нинішньому вигляді з 2004 р. (щоквартально з 2011 р.).
Варшава — культурний центр караїмів у Польщі. У місті є єдине діюче кладовище Караїмів у Польщі. До 1989 року у Вроцлаві діяла єдина кенаса у повоєнній Польщі, очолювана останнім польським газзаном Рафалом Абковичем.
Правовий статус караїмів як релігійної групи регулюється в Законі про відносини держави із Караїмським релігійним союзом в Республіці Польща. Закон 2005 року про національні та етнічні меншини та регіональну мову надає караїмам статус етнічної меншини.

## Мова
Рідною мовою польських караїмів є караїмська мова, яка належить до групи тюркських мов, але зараз переважна більшість польських караїмів щодня користується польською мовою, яка, через розсіяння і невелику кількість людей, витіснила рідну мову. Мова караїмів вижила як мова літургії караїмів.

## Відомі польські караїми

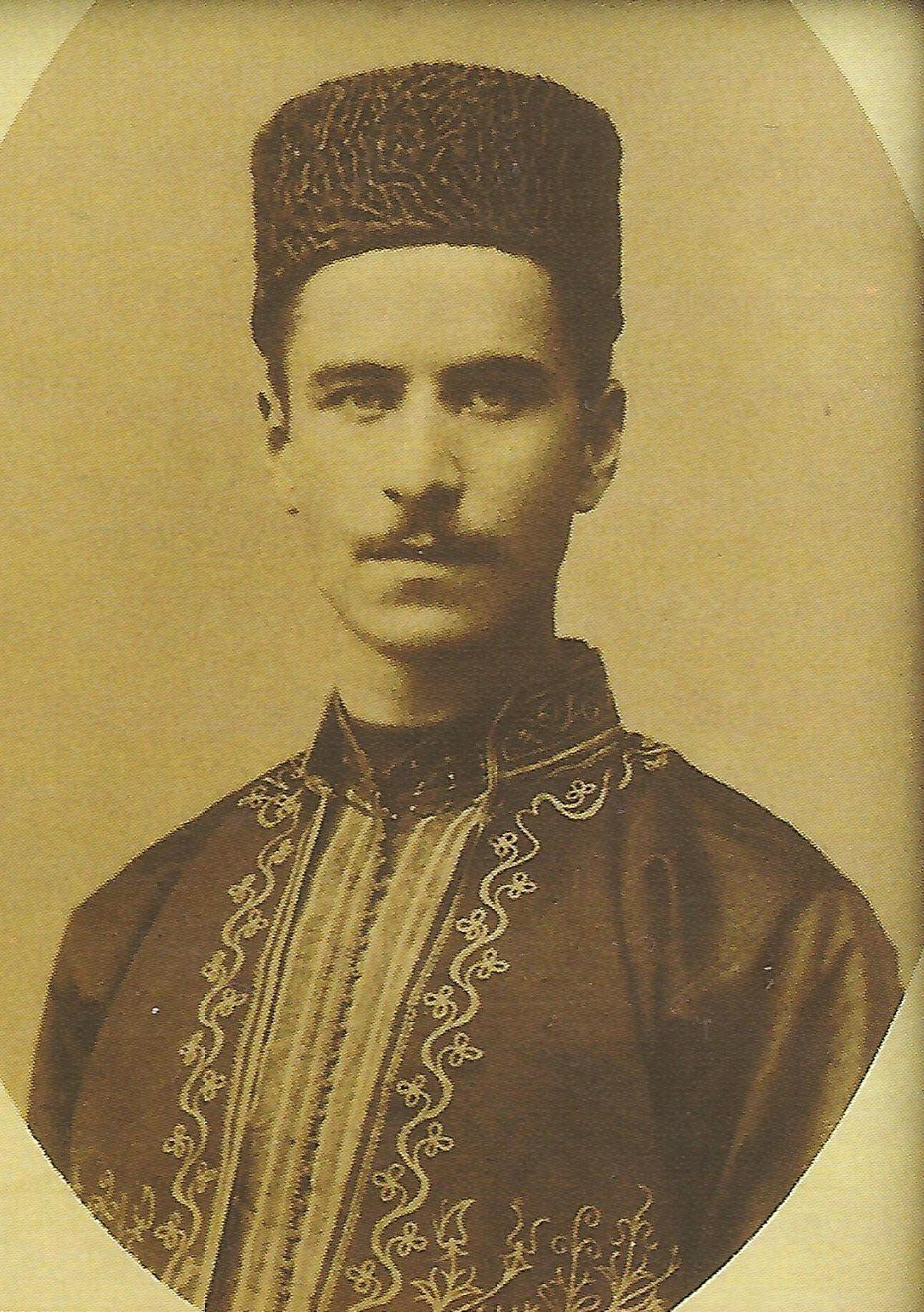
Шапшал Серая Маркович

- Маріоля Абкович (1964 року народження) — експерт з питань караїмів
- Рафал Абкович (1896—1992) — газзан
- Авраам бен Йошихаху (1636—1687 або 1688) — придворний лікар короля Яна III Собеського
- Олександр Дубинський (1924—2002) — тюрколог та сходознавець
- Богуслав Фіркович (1865—1915) — газзан
- Шимон Фіркович (1897—1982) — газзан, поет
- Олександр Мардкович (1875—1944) — письменник, поет, видавець
- Шимон Пілецький (нар. 1925) — інженер, дослідник літаків
- Євген Робачевський (1931—2003) — актор кіно та дубляжу
- Ананій Роєцький (1896—1978) — геофізик
- Сергіуш Рудковський (1873—1944) — поет, письменник, громадський діяч
- Шапшал Серая Маркович (1873—1961) — гахан
- Ананіяш Зайчковський (1903—1970) — сходознавець, тюрколог
- Влодзімеж Зайочоковський (1914—1982) — тюрколог

## Виноски
1. 1 2  Ustawa z dnia 6 stycznia 2005 r. o mniejszościach narodowych i etnicznych oraz o języku regionalnym (Dz.U. z 2017 r. poz. 823).
2. ↑  Zob.: Film dokumentalny «Karaimi. Ginący naród» Włodzimierza Szpaka (1994.)
3. ↑  Karaimi. Mniejszości narodowe i etniczne w Polsce. Warszawa: Wydawnictwo Sejmowe. 2012. с. 12. ISBN 978-83-7666-143-18. {{cite book}}: Перевірте значення |isbn=: довжина (довідка)
4. ↑  Karaimi. Mniejszości narodowe i etniczne w Polsce. Warszawa: Wydawnictwo Sejmowe. 2012. с. 22. ISBN 978-83-7666-143-18. {{cite book}}: Перевірте значення |isbn=: довжина (довідка)
5. ↑  Karaimi. Mniejszości narodowe i etniczne w Polsce. Warszawa: Wydawnictwo Sejmowe. 2012. с. 18—19. ISBN 978-83-7666-143-18. {{cite book}}: Перевірте значення |isbn=: довжина (довідка)
6. ↑  Karaimi. Mniejszości narodowe i etniczne w Polsce. Warszawa: Wydawnictwo Sejmowe. 2012. с. 20. ISBN 978-83-7666-143-18. {{cite book}}: Перевірте значення |isbn=: довжина (довідка)
7. ↑  Karaimi. Mniejszości narodowe i etniczne w Polsce. Warszawa: Wydawnictwo Sejmowe. 2012. с. 36. ISBN 978-83-7666-143-18. {{cite book}}: Перевірте значення |isbn=: довжина (довідка)
8. ↑  Karaimi. Mniejszości narodowe i etniczne w Polsce. Warszawa: Wydawnictwo Sejmowe. 2012. с. 23. ISBN 978-83-7666-143-18. {{cite book}}: Перевірте значення |isbn=: довжина (довідка)
9. 1 2 3  Karaimi. Mniejszości narodowe i etniczne w Polsce. Warszawa: Wydawnictwo Sejmowe. 2012. с. 18. ISBN 978-83-7666-143-18. {{cite book}}: Перевірте значення |isbn=: довжина (довідка)
10. 1 2  Karaimi. Mniejszości narodowe i etniczne w Polsce. Warszawa: Wydawnictwo Sejmowe. 2012. с. 17. ISBN 978-83-7666-143-18. {{cite book}}: Перевірте значення |isbn=: довжина (довідка)
11. ↑  Karaimi. Mniejszości narodowe i etniczne w Polsce. Warszawa: Wydawnictwo Sejmowe. 2012. с. 25. ISBN 978-83-7666-143-18. {{cite book}}: Перевірте значення |isbn=: довжина (довідка)
12. ↑  Karaimi. Mniejszości narodowe i etniczne w Polsce. Warszawa: Wydawnictwo Sejmowe. 2012. с. 30. ISBN 978-83-7666-143-18. {{cite book}}: Перевірте значення |isbn=: довжина (довідка)
13. 1 2  Karaimi. Mniejszości narodowe i etniczne w Polsce. Warszawa: Wydawnictwo Sejmowe. 2012. с. 31. ISBN 978-83-7666-143-18. {{cite book}}: Перевірте значення |isbn=: довжина (довідка)
14. ↑  Zob.: M.Masłowski: «Stanisław Masłowski — Materiały do życiorysu i twórczości», Wrocław 1957, «Ossolineum», s. 140 (przypis.61).
15. 1 2  Karaimi. Mniejszości narodowe i etniczne w Polsce. Warszawa: Wydawnictwo Sejmowe. 2012. с. 34. ISBN 978-83-7666-143-18. {{cite book}}: Перевірте значення |isbn=: довжина (довідка)
16. ↑  Karaimi. Mniejszości narodowe i etniczne w Polsce. Warszawa: Wydawnictwo Sejmowe. 2012. с. 37—38. ISBN 978-83-7666-143-18. {{cite book}}: Перевірте значення |isbn=: довжина (довідка)
17. ↑  Karaimi. Mniejszości narodowe i etniczne w Polsce. Warszawa: Wydawnictwo Sejmowe. 2012. с. 39. ISBN 978-83-7666-143-18. {{cite book}}: Перевірте значення |isbn=: довжина (довідка)
18. 1 2  Karaimi. Mniejszości narodowe i etniczne w Polsce. Warszawa: Wydawnictwo Sejmowe. 2012. с. 180. ISBN 978-83-7666-143-18. {{cite book}}: Перевірте значення |isbn=: довжина (довідка)
19. ↑  Karaimi. Mniejszości narodowe i etniczne w Polsce. Warszawa: Wydawnictwo Sejmowe. 2012. с. 187. ISBN 978-83-7666-143-18. {{cite book}}: Перевірте значення |isbn=: довжина (довідка)
20. ↑  Karaimi. Mniejszości narodowe i etniczne w Polsce. Warszawa: Wydawnictwo Sejmowe. 2012. с. 181. ISBN 978-83-7666-143-18. {{cite book}}: Перевірте значення |isbn=: довжина (довідка)
21. ↑  Karaimi. Mniejszości narodowe i etniczne w Polsce. Warszawa: Wydawnictwo Sejmowe. 2012. с. 183—184. ISBN 978-83-7666-143-18. {{cite book}}: Перевірте значення |isbn=: довжина (довідка)
22. ↑  Karaimi. Mniejszości narodowe i etniczne w Polsce. Warszawa: Wydawnictwo Sejmowe. 2012. с. 49. ISBN 978-83-7666-143-18. {{cite book}}: Перевірте значення |isbn=: довжина (довідка)
23. ↑  A. Srebrakowski, Tatarzy i Karaimi wileńscy wobec powojennej ewakuacji ludności polskiej i żydowskiej z Litewskiej SRR, «Wrocławskie Studia Wschodnie» Nr 3:1999, s. 152.
24. ↑  Karaimi. Mniejszości narodowe i etniczne w Polsce. Warszawa: Wydawnictwo Sejmowe. 2012. с. 50. ISBN 978-83-7666-143-18. {{cite book}}: Перевірте значення |isbn=: довжина (довідка)
25. ↑  Karaimi. Mniejszości narodowe i etniczne w Polsce. Warszawa: Wydawnictwo Sejmowe. 2012. с. 51. ISBN 978-83-7666-143-18. {{cite book}}: Перевірте значення |isbn=: довжина (довідка)
26. ↑  Ludność. Stan i struktura demograficzno-społeczna. Narodowy Spis Powszechny Ludności i Mieszkań 2011 (PDF). с. 264. Архів оригіналу (PDF) за 18 листопада 2017. Процитовано 23 травня 2021.
27. ↑  Mniejszości narodowe i etniczne oraz społeczność posługująca się językiem kaszubskim – liczebność (również według województw). Архів оригіналу за 20 січня 2015. Процитовано 23 травня 2021.
28. ↑  Charakterystyka społeczno-demograficzna mniejszości. Архів оригіналу за 30 липня 2014. Процитовано 23 травня 2021.
29. ↑  Charakterystyka mniejszości narodowych i etnicznych w Polsce. Архів оригіналу за 17 жовтня 2015. Процитовано 23 травня 2021.
30. ↑  Kampania medialna „Jestem Polką/Jestem Polakiem”. 1 (18)/2008: 16—17. Архів оригіналу за 25 січня 2015. Процитовано 23 травня 2021.
31. ↑  M. Abkowicz, Karaimi we Wrocławiu. W: Almanach karaimski. Wrocław 2007, s. 107.
32. ↑  Karaimi. Mniejszości narodowe i etniczne w Polsce. Warszawa: Wydawnictwo Sejmowe. 2012. с. 204. ISBN 978-83-7666-143-18. {{cite book}}: Перевірте значення |isbn=: довжина (довідка)
33. ↑  Ustawa z dnia 21 kwietnia 1936 r. o stosunku Państwa do Karaimskiego Związku Religijnego w Rzeczypospolitej Polskiej (Dz.U. z 1936 r. nr 30, poz. 241).